# St. Petersburg Mathematical Journal
Das St. Petersburg Mathematical Journal ist die englische Übersetzung der russischsprachigen Mathematikzeitschrift Algebra i Analiz (rus. Алгебра и анализ) des Steklow-Instituts in St. Petersburg. Die Zeitschriften erscheint 6-mal im Jahr und wird von der American Mathematical Society herausgegeben. Algebra i Analiz erschien das erste Mal 1989 und die Übersetzung 1990, letzteres hieß aber bis 1991 Leningrad Mathematical Journal. Chefredakteur ist Sergei Kisljakow.
Das Journal besitzt einen h-Index von 19.